# Загальні вибори у Мексиці 2024
Загальні вибори відбулися в Мексиці 2 червня 2024 року. Були обрані президент, 500 депутатів Конгресу і 128 членів Сенату. Ці вибори відбулися одночасно з державними виборами 2024 року. 
Клаудія Шейнбаум стала першою жінкою, обраною на пост Президента Мексики, набравши рекордні неповні 36 млн (61,18 %) голосів. Вступила на посаду 1 жовтня 2024 року.

## Виборча система
Президент обирається простою більшістю голосів в одному турі. Одночасно з виборами президента можна відзначити до 3 партій з коаліції підтримуючої президента.
500 депутатів Конгресу обираються за двома методами: 300 обираються в одномандатних виборчих округах відносною більшістю голосів, а решта 200 — в єдиному загальнонаціональному виборчому окрузі за пропорційною системою. Жодна з партій не може отримати більше 300 мандатів у Конгресі.
128 членів Сенату обираються наступним чином: 96 — по 3 в 32 штатах Мексики, а решта 32 в єдиному загальнонаціональному виборчому окрузі за пропорційною системою. У кожному штаті два місця отримує партія, що отримала найбільше число голосів, а третій мандат відходить партії, що зайняла в даному штаті друге місце.